# Znojemská Beseda
Znojemská Beseda (dříve Beseda Znojemská) je příspěvková organizace města Znojma, založená v roce 1870 a obnovená v roce 1991, která se věnuje kulturní a společenské činnosti. Pořádá kulturní a společenské akce jako Znojemské historické vinobraní, provozuje Městské divadlo Znojmo, vydává Znojemské listy, poskytuje služby v oblasti turismu a zajišťuje propagaci města.
Sídlí ve Znojmě na Masarykově náměstí. Od roku 2014 byl ředitelem Besedy František Koudela. Od roku 2024 je ředitelem Karel Semotam.

## Historie
V nacionalistické atmosféře po rakousko-uherském vyrovnání se i ve Znojmě objevily spory mezi místními Němci a Čechy. V roce 1869 probíhal spor o titul královského města mezi německými liberály v čele s Johannem Fuxem, kteří přišli s návrhem, aby se město titulu vzdalo, a německými konzervativci, kteří byli podporováni Čechy, reprezentovaní Antonem Nawratilem a Karlem Wittekem. Spor skončil patem - město o titul sice nepřišlo, ale městská rada jej přestala používat. Kromě toho se v téže době musely opakovat volby do Moravského zemského sněmu, protože liberálové výsledek napadli, když nejdříve zvítězil o 1 hlas konzervativec František Podveský. V opakované volbě zvítězil Johann Fux. V roce 1870 byl navíc založen německý národnostní spolek Deutscher Bürgerverein.
V únoru 1870 vznikly stanovy prvního českého spolku ve Znojmě - Besedy Znojemské, které podepsali notář Jan Vlk, knihtiskař Anton Nawratil, obchodníci Albert Ferdinand Petertill a Mořic Příborský, advokát Alexander Rzeha a správce velkostatku Jan Čáp. Cílem spolku bylo vzdělávání i zábava (divadlo, hudba, tanec, společné výlety, ...) i činnost týkající se obchodu, průmyslu a hospodářství. Ustavující schůze se konala 17. července 1870 v hostinci U zlatý studny na Horní České. Již v den založení měla Beseda 84 členů. Starostou schůze byl zvolen Jan Vlk.
Hned na začátku se Beseda věnovala divadlu - první představení (Výpalní daň od Augusta von Kotzebue) sehrál její ochotnický kroužek již 17. prosince 1870. Besední divadlo si pak ve městě vydobylo vůdčí postavení, i když dramaturgie se často stávala zdrojem sporu. Vedení spolku nechtělo hrát hry s politickým podtextem, a tak dominovaly komedie.
V roce 1877 byla díky Besedě založena česká knihovna, kterou v roce 1883 vedl Jaroslav Palliardi. Ta se zpočátku rozvíjela pomalu, ale v roce 1918 již měla 3 000 svazků. Po vzniku Československa byla sloučena s knihovnou místního Sokola a vznikla tak profesionální česká městská knihovna.
Kromě toho pořádala Beseda řadu kulturních akcí - koncerty, oslavy, hodiny tance. V roce 1902 jednala dokonce s Českou filharmonií, ale besední sál byl pro takový koncert nedostačující a město odmítlo propůjčit nově postavené Městské divadlo. Díky Besedě vznikaly také další spolky a organizace jako Vzájemná záložna, český peněžní ústav, Řemeslnický spolek, Znojemská matice školská, Sokol.

## Obnovená Znojemská Beseda
Kvůli nucenému omezení činnosti během nacistické okupace a vlády komunismu musela být Znojemská Beseda po roce 1989 obnovena. K 1. červenci 1991 vznikla sloučením Městské osvětové besedy a Okresního kulturního střediska. Jejím cílem je zabezpečovat a podporovat kulturní a společenský život ve městě, věnuje se vzdělávání a turistickému ruchu. Zajišťuje činnost Městského divadla, organizuje kulturní a společenské akce (např. Znojemské historické vinobraní, Znojemský slavíček, Majáles, Přehlídka dechových hudeb, ...), spolupracuje s dalšími institucemi (muzeem, knihovnou, ...), vydává publikace a radniční noviny Znojemské listy, pořádá vzdělávací a odborné kurzy, poskytuje turistické informace, zajišťuje průvodce a provádí propagaci města.

## Budova
Prvních 11 let existence sídlila Besedy v domě na Horní České 48, kde se nacházel i hostinec U zlaté studny. Vlastní sídlo získala v roce 1881 na dnešním Masarykově náměstí 22. O rok dříve budovu koupila Vzájemná záložna a stavitel Jan Unger budovu přestavěl. Nové místnosti byly slavnostně otevřeny v únoru 1882 za účasti starosty Antona Jungnickla. Součástí je divadelní sál i hostinec. Sídlila zde i Vzájemná záložna, Řemeslnický spolek a Sokol.
Vzájemná záložna se musela vlastnictví domu vzdát během nacistické okupace v roce 1943. Vlastnictví jí bylo obnoveno v roce 1948, ale v roce 1952 dům připadl státu. Po roce 1989 jej získalo město. Od roku 1971 je budova nemovitou kulturní památkou.